# Sobralia chatoensis
Sobralia chatoensis är en orkidéart som beskrevs av Alfonse Henry Heller och Alex Drum Hawkes. Sobralia chatoensis ingår i släktet Sobralia och familjen orkidéer.
Artens utbredningsområde är Nicaragua. Inga underarter finns listade i Catalogue of Life.